# Magyar idegennyelvi szótárak listája
Jelen lista a magyar idegennyelvi szótárakat gyűjti, amelyek mai alakjukat a 16. század második felére nyerték el. A szótárak története a mai kiadványok előfutárainak tekinthető, nyelvtanulást segítő szójegyzékek, glosszák, illetve témakörök szerint csoportosított nominálok vagy nómenklatúrák megjelenésére vezethető vissza. A ma ismert legkorábbi ilyen, terjedelmesebb magyar–latin kétnyelvű szójegyzékek a 14. és 15. század fordulójáról származnak.

## 1600-ig
| Cím                                                   | Szerző(k)                                              | Megjelenés éve | Nyelv(ek)                                                                   | Megjegyzések |
| ----------------------------------------------------- | ------------------------------------------------------ | -------------- | --------------------------------------------------------------------------- | --- |
| Besztercei szójegyzék                                 | szlavóniai György (Georgius de regno dicto Sclavoniae) | 1395 k.        | latin, magyar                                                               | Inkább tanuláshoz használt egyszerű szójegyzék, mint mai értelemben vett szótár. Finály Henrik 1892-ben elemző tanulmányt jelentetett meg róla. |
| Schlägli szójegyzék                                   | nem ismert                                             | 1405 k.        | latin, magyar                                                               | Szamota István 1894-ben tanulmány írt róla. |
| Lexicon Ioannis Murmelli                              | Murmelius János                                        | 1533           | latin, magyar                                                               | Szamota István 1896-ban tanulmány írt róla. |
| Nomenclatura sex linguarum                            | Pesti Gábor                                            | 1538           | latin, olasz, francia, cseh, magyar, német                                  | 2013-ban újra kiadták. |
| Dictionarium decem linguarum                          | Ambrosius Calepinus                                    | 1585           | latin, héber, görög, francia, olasz, német, spanyol, lengyel, magyar, angol | 1912-ben Melich János jelentetett meg róla tanulmányt.                                                                                          |
| Nomenclatura seu dictionarium Latino-Ungaricum        | Szikszai Fabricius Balázs                              | 1590           | latin, magyar                                                               | 1602-ben német nyelvvel bővített változata jelent meg, 1630-ban 7. kiadása jelent meg. 1906-ban újra kiadták Melich János gondozásában.         |
| Dictionarium quinque nobilissimarum Europae Linguarum | Verancsics Faustus                                     | 1595           | latin, olasz, német, horvát, magyar                                         | 1834-ben újra kiadta Ponori Thewrewk József Dictionarium pentaglottum címen.                                                                    |

## 1601–1700
| Cím | Szerző(k)                    | Megjelenés éve | Nyelv(ek)                                          | Megjegyzések                                                                              |
| --- | ---------------------------- | -------------- | -------------------------------------------------- | ----------------------------------------------------------------------------------------- |
| Dictionarium Latinoungaricum (Latin–magyar szótár) és Dictionarium Ungarico-Latinum (Magyar–latin szótár) | Szenczi Molnár Albert        | 1604           | latin, magyar                                      | Az első teljes, mai formátumú latin–magyar és magyar–latin szótár. 1990-ben újra kiadták. |
| Dictionarium septem diversarum linguarum                                                                  | Loderecker Péter             | 1605           | latin, olasz, horvát, cseh, lengyel, német, magyar |                                                                                           |
| Teütsche Sprach und Weissheit. Thesaurus Linguae et Sapientiae Germanicae                                 | Georg Henisch                | 1616           | német, magyar                                      |                                                                                           |
| Dictionarium quator linguarum: Latinae, Hungaricae, Bohemicae et Germanicae                               |                              | 1629           | latin, magyar, cseh, német                         |                                                                                           |
| Abecedarium Latino-Hungaricum. Seu elementa linguae Latinae et Ungaricae                                  |                              | 1630           | latin, magyar                                      |                                                                                           |
| Ianua linguarum bilinguis. Latina et Hungarica                                                            | Bényei Deák János            | 1634           | latin, magyar                                      |                                                                                           |
| Medulla priscae puraeque Latinitatis                                                                      | Marcus Fridericus Wendelinus | 1646           | latin, magyar                                      |                                                                                           |
| Index vocabulorum. Index ianuae linguarum J. A. Comenii                                                   | Comenius                     | 1647           | latin, magyar                                      | "                                                                                         |
| Libellus alphabeticus. Cum nonnullis Catholicae fidei rudimentis                                          |                              | 1674           | latin, magyar                                      |                                                                                           |
| Abecedarium Latino-Hungaricum pro pueris                                                                  |                              | 1694           | latin, magyar                                      |                                                                                           |

## 1701–1800
| Cím | Szerző(k)                | Megjelenés éve | Nyelv(ek)                   | Megjegyzések |
| --- | ------------------------ | -------------- | --------------------------- | ------------ |
| Recueil de dialogues royals... Az az: Királyi beszélgetéseknek, és a beszéd között elö-forduló dolgoknak...                     | Liszkai Miklós           | 1749           | francia, német, magyar      |              |
| Deutsch-ungarisches Wörterbüchelchen zum Gebrauche der Schulknaben. Német és magyar szó-könyvetske, a tanuló gyermekek számokra |                          | 1788           | német, magyar               |              |
| Versuch eines kleinen türkischen Wörterbuchs mit beygesetzten deutsch-ungarisch und böhmischen Bedeutungen                      | Korabinszky János Mátyás | 1788           | oszmán-török, német, magyar |              |
| Új német–magyar és magyar–német lexicon, vagyis szókönyv. I. Német–magyar rész                                                  | Márton József            | 1799           | német, magyar               |              |
| Új német–magyar és magyar–német lexicon, vagyis szókönyv. II. Magyar–német rész                                                 | Márton József            | 1800           | német, magyar               |              |

## 1801–1900
| Cím                                                                                              | Szerző(k) | Megjelenés éve | Nyelv(ek)                     | Megjegyzések          |
| ------------------------------------------------------------------------------------------------ | --- | -------------- | ----------------------------- | --------------------- |
| A németül tanuló magyar ifjúság számára készített magyar és német szókönyv                       | | 1814           | német, magyar                 |                       |
| Dictionariu rumanesc, lateinesc, si unguresc                                                     | Ioan Bob (Bobb János) | 1822–1823      | román, magyar                 |                       |
| Lexicon walachico–latino–hungarico–germanicum, quod a pluribus auctoribus (Budai szótár)         | Johann Michael Ballmann, Kolosy Vazul, Korneli János, Petru Maior, Alexandru Teodori, Theodorovits János (Ioan Teodorovici) | 1825           | román, magyar                 |                       |
| Lexicon slavicum, bohemico–latino–germanico–ungaricum                                            | Anton Bernolák (Bernolák Antal)                                                                                             | 1825–1827      | latin, német, cseh, magyar    |                       |
| Abrégé de la grammaire turque... et un petit vocabulaire en français, turc et hongrois           | Besse János | 1829           | francia, oszmán-török, magyar |                       |
| A ’sidó nyelv kezdetei. II. rész. ’Sidó olvasókönyv jegyzésekkel és szótárral                    | Wilhelm Gesenius, Somosi János                                                                                              | 1833           | héber, magyar                 |                       |
| Új magyar–szláv és szláv–magyar szótár. Magyar nyelvtan és tót–magyar rész                       | Jancsovics István | 1848           | szlovák, magyar               |                       |
| Legszükségesebb magyar és tót szavak gyűjteménye                                                 | Kucsera Ignác | 1848           | szlovák, magyar               |                       |
| Görög–magyar szótár                                                                              | Soltész Ferenc, Zsarnay Lajos                                                                                               | 1857           | ógörög, magyar                |                       |
| Angol–magyar és magyar–angol szótár. I. Angol–magyar rész                                        | Dallos Gyula | 1860           | angol, magyar                 |                       |
| Új magyar–szláv és szláv–magyar szótár. Tót–magyar és magyar–tót rész                            | Jancsovics István | 1863           | szlovák, magyar               |                       |
| Héber–magyar–német szótár Mózes öt könyvéhez                                                     | Ehrentheil Mór | 1868           | héber, német, magyar          |                       |
| Magyar–román szótár                                                                              | George Bariț | 1869           | román, magyar                 |                       |
| Magyar–szerb–latin–német és Szerb–magyar–latin–német iskolai zsebszótár az algymnasiumok számára | Rejtényi József | 1875           | szerb, latin, német, magyar   |                       |
| Magyar–görög szótár                                                                              | Lévay István, Vida Aladár                                                                                                   | 1877           | ógörög, magyar                |                       |
| Kis tót, magyar és német szótár                                                                  | Horváth József | 1878           | szlovák, német, magyar        |                       |
| Angol–magyar szótár                                                                              | Bizonfy Ferenc | 1878           | angol, magyar                 |                       |
| Héber–magyar teljes szótár                                                                       | Pollák Kaim | 1881           | héber, magyar                 |                       |
| Magyar–angol szótár                                                                              | Bizonfy Ferenc | 1881           | angol, magyar                 |                       |
| Orosz–magyar szótár                                                                              | Mitrák Sándor | 1881           | orosz, magyar                 |                       |
| Ruthén–magyar szótár                                                                             | Csopei László | 1883           | rutén, magyar                 |                       |
| Finn–magyar szótár                                                                               | Szinnyei József | 1884           | finn, magyar                  |                       |
| Magyar és cigány szótár                                                                          | Győrffy Endre | 1885           | cigány, magyar                |                       |
| Magyar és cigány nyelv gyök-szótára                                                              | Sztojka Ferenc | 1886           | cigány, magyar                |                       |
| Rövid zsebszótár. I. Magyar–horvát rész                                                          | Margitai József | 1887           | horvát, magyar                |                       |
| Magyar–szerb szótár a Nyelvgyakorlóhoz                                                           | Láng Mihály | 1887           | szerb, magyar                 |                       |
| Magyar–szerb szótár                                                                              | Brancsits Blagoje, Derra György                                                                                             | 1889           | szerb, magyar                 |                       |
| Rövid zsebszótár. II. Horvát–magyar rész                                                         | Margitai József | 1889           | horvát, magyar                |                       |
| Francia–magyar és magyar–francia zsebszótár                                                      | Könnye Nándor | 1891           | francia, magyar               |                       |
| Magyar–román zsebszótár                                                                          | George Bariț | 1893           | román, magyar                 |                       |
| Magyar-horvát és horvát-magyar szótár                                                            | Spicer Mór | 1893           | horvát, magyar                |                       |
| Tót–magyar–német zsebszótár                                                                      | Loós József | 1896           | szlovák, német, magyar        |                       |
| Vogul szójegyzék                                                                                 | Szilasi Móric | 1896           | manysi (vogul), magyar        | Digitalizált változat |
| A votják nyelv szótára                                                                           | Munkácsi Bernát | 1896           | udmurt (votják), magyar       | Digitalizált változat |
| Esperanto világnyelv. Nyelvtannal, gyakorlatokkal és szótárral                                   | Barabás Ábel | 1898           | eszperantó, magyar            |                       |
| Magyar-horvát és horvát-magyar zsebszótár                                                        | Margalits Ede | 1899           | horvát, magyar                |                       |

## 1901–2000
| Cím                                                                           | Szerző(k)                     | Megjelenés éve | Nyelv(ek)                                                                        | Megjegyzések                                                            |
| ----------------------------------------------------------------------------- | ----------------------------- | -------------- | -------------------------------------------------------------------------------- | ----------------------------------------------------------------------- |
| A magyar és szerb nyelv szótára I. kötet                                      | Jovan Grčić                   | 1902           | szerb, magyar                                                                    |                                                                         |
| A magyar és szerb nyelv szótára II. kötet                                     | Jovan Grčić                   | 1904           | szerb, magyar                                                                    |                                                                         |
| Finn–magyar szójegyzék                                                        | Szinnyei József               | 1905           | finn, magyar                                                                     |                                                                         |
| Magyar–sumir kis kéziszótár                                                   | Kimnach Ödön                  | 1905           | sumer, magyar                                                                    |                                                                         |
| Tót és magyar szótár. Loós József nyomán. I. Tót-magyar. II. Magyar-tót rész. | Pechány Adolf                 | 1907           | szlovák, magyar                                                                  |                                                                         |
| Ószláv-, magyar-, ruthén- (orosz), német szótár a szentírás olvasásához       | Kubek Emil                    | 1907           | ószláv, magyar, orosz, német                                                     |                                                                         |
| Magyar–angol és angol–magyar zsebszótár                                       | Anderlik Ignác, Popper Ignác  | 1907           | angol, magyar                                                                    |                                                                         |
| Az angol és magyar nyelv új szótára. Angol-magyar rész                        | E. W. James, Endrei Zalán     | 1907           | angol, magyar                                                                    |                                                                         |
| Új angol–magyar zsebszótár                                                    | Derrick Gyula                 | 1908           | angol, magyar                                                                    |                                                                         |
| Magyar és angol szótár. I. Angol–magyar rész                                  | Arthur Yolland                | 1908           | angol, magyar                                                                    |                                                                         |
| Magyar–esperanto kis szótár                                                   | Lukács Ödön                   | 1910           | eszperantó, magyar                                                               |                                                                         |
| Magyar–esperanto zsebszótár                                                   | Schatz Róbert                 | 1910           | eszperantó, magyar                                                               |                                                                         |
| Teljes esperanto–magyar szótár                                                | Török Péter                   | 1910           | eszperantó, magyar                                                               |                                                                         |
| Schidlof módszerének magyar–angol zsebszótára                                 | Germanus Gyula, Latzkó Hugó   | 1911           | angol, magyar                                                                    |                                                                         |
| Angol-magyar és magyar-angol dióhéj-szótár                                    | Rózsa Dezső                   | 1913           | angol, magyar                                                                    |                                                                         |
| Teljes esperanto-kulcs                                                        | Robicsek Pál                  | 1913 k.        | eszperantó, magyar                                                               |                                                                         |
| Esperanto–magyar szótár                                                       | Robicsek Pál                  | 1913 k.        | eszperantó, magyar                                                               |                                                                         |
| Magyar–angol zsebszótár                                                       | Balassa József, Honti Rezső   | 1914 k.        | angol, magyar                                                                    |                                                                         |
| Magyar–szerb szótár                                                           | Gyiszálovics Veszelin         | 1916           | szerb, magyar                                                                    |                                                                         |
| Magyar–vend szótár                                                            | Kardos Sándor                 | 1919           | vend, magyar                                                                     |                                                                         |
| Rövid ido–magyar és magyar–ido szótár                                         | Szentkereszty Zsigmond        | 1919           | ido, magyar                                                                      |                                                                         |
| Magyar–angol és angol–magyar kéziszótár. 2 rész. (Schenk kéziszótárai)        | Latzkó Hugó                   | 1920           | angol, magyar                                                                    |                                                                         |
| Magyar–olasz és olasz–magyar kéziszótár. 2 kötet. (Schenk kéziszótárai)       | Honti Rezső                   | 1920           | olasz, magyar                                                                    |                                                                         |
| Angol–magyar és magyar–angol iskolai kéziszótár                               | Bíró Lajos Pál, Willer József | 1937           | angol, magyar                                                                    |                                                                         |
| Ötnyelvű zsebszótár                                                           | Dér Pál                       | 1939?          | francia, olasz (1–5. kiadás) / orosz (6. kiadástól kezdve), német, angol, magyar | 1945-ben, a 6. kiadástól kezdve az olasz helyére az orosz nyelv került. |
| Magyar–vend szótár                                                            | Fliszár János                 | 1943           | vend, magyar                                                                     |                                                                         |
| Vend–magyar szótár                                                            | Fliszár János                 | 1943           | vend, magyar                                                                     |                                                                         |
| Nagy magyar–japáni szótár                                                     | Metzger Nándor                | 1945           | japán, magyar                                                                    |                                                                         |
| Angol–magyar kéziszótár                                                       | Országh László                | 1957           | angol, magyar                                                                    |                                                                         |
| Magyar–német szótár                                                           | Halász Előd                   | 1957           | német, magyar                                                                    |                                                                         |
| Magyar–francia kisszótár                                                      | Eckhardt Sándor               | 1955           | francia, magyar                                                                  |                                                                         |
| Francia–magyar kisszótár                                                      | Eckhardt Sándor               | 1955           | francia, magyar                                                                  |                                                                         |
| Magyar–koreai szótár [észak-koreai]                                           | Sövény Aladár                 | 1957           | koreai, magyar                                                                   |                                                                         |
| Magyar–lengyel szótár                                                         | Varsányi István               | 1959           | lengyel, magyar                                                                  |                                                                         |
| Magyar–ukrán szótár                                                           | Pavlo Pavlovics Csucska       | 1961           | ukrán, magyar                                                                    |                                                                         |
| Ukrán–magyar szótár                                                           | Katona Lóránt                 | 1963           | ukrán, magyar                                                                    |                                                                         |
| Ötnyelvű katonai szótár és társalgó                                           | Moller Pál                    | 1966           | orosz, német, cseh, román, magyar                                                |                                                                         |
| Eszperantó–magyar szótár                                                      | Pechan Alfonz                 | 1968           | eszperantó, magyar                                                               |                                                                         |
| Magyar–eszperantó szótár                                                      | Pechan Alfonz                 | 1968           | eszperantó, magyar                                                               |                                                                         |
| Svéd–magyar szótár                                                            | Lakó György                   | 1969           | svéd, magyar                                                                     |                                                                         |
| Orosz–magyar / Magyar–orosz szótár                                            | Szabó Miklós                  | 1972           | orosz, magyar                                                                    |                                                                         |
| Magyar–hindi szótár                                                           | Kós Péter                     | 1973           | hindi, magyar                                                                    |                                                                         |
| Magyar–bolgár bolgár–magyar útiszótár                                         | Bödey József                  | 1974           | bolgár, magyar                                                                   |                                                                         |
| Orosz–magyar kéziszótár                                                       | Gáldi László                  | 1974           | orosz, magyar                                                                    |                                                                         |
| Ötnyelvű ipari és szövetkezeti szótár                                         | Ferenczy Gyula                | 1977           | angol, német, francia, orosz, magyar                                             |                                                                         |
| Portugál–magyar kéziszótár                                                    | Király Rudolf                 | 1978           | portugál, magyar                                                                 |                                                                         |
| Finn–magyar kéziszótár                                                        | Papp István                   | 1978           | finn, magyar                                                                     |                                                                         |
| Magyar–finn szótár                                                            | Papp István, Jakab László     | 1985           | finn, magyar                                                                     |                                                                         |
| Magyar–spanyol kéziszótár                                                     | Dorogman György               | 1992           | spanyol, magyar                                                                  |                                                                         |
| Spanyol–magyar kéziszótár                                                     | Dorogman György               | 1992           | spanyol, magyar                                                                  |                                                                         |